# Hargarten (Eifel)
Pour les articles homonymes, voir Hargarten.
Hargarten est une municipalité allemande située dans le land de Rhénanie-Palatinat et l'arrondissement d'Eifel-Bitburg-Prüm.